# フリントシャー (競走馬)
フリントシャー（Flintshire, 2010年4月4日 - ） は、鹿毛の競走馬である。主な勝ち鞍は2013年パリ大賞典、2014年香港ヴァーズ、2015年ソードダンサーステークス、2016年マンハッタンハンデキャップ、ソードダンサーステークスである。いとこ(母の全妹の仔)に、2017年、18年の凱旋門賞連覇などG1級競走を11勝したエネイブルがいる。

## 経歴

### 3歳時（2013年）
2013年にシャンティイ競馬場の未勝利戦でデビューし、勝利した。次走の条件戦は2着に敗れるも、続くリス賞(G3)で重賞初制覇、パリ大賞典(G1)でG1競走初制覇となった。
5戦目はニエル賞(G2)であったが、1番人気ながら4着に敗れ、続く凱旋門賞(G1)も8着に敗れた。

### 4歳時（2014年）
4歳初戦はコロネーションカップ(G1)であったが、シリュスデゼーグルの2着に敗れた。続くサンクルー大賞(G1)で4着、フォア賞(G2)で2着に敗れると、凱旋門賞(G1)に出走。人気薄ながらも直線では勝ち馬トレヴに2馬身差まで迫り、2着でゴールとなった。
凱旋門賞後はブリーダーズカップ・ターフ(G1)に出走し、メインシークエンス(Main Sequence)に半馬身差及ばず2着に敗れたが、続く香港ヴァーズ(G1)では直線外から追い込んで勝利した。

### 5歳時（2015年）
5歳になったフリントシャーはオールウェザーのダルシャーン賞を叩き台にドバイシーマクラシック(G1)に出走したが、前走の勝ち馬ドルニヤ(Dolniya)に2馬身1/4差をつけられて2着に敗れた。ヨーロッパに戻った後、コロネーションカップ(G1)に出走したが、3着に敗れた。
その後、これまで騎乗していたマキシム・ギュイヨン騎手からヴァンサン・シュミノー騎手に乗り替わり、サンクルー大賞(G1)とソードダンサーステークス(G1)に出走。サンクルー大賞(G1)はトレヴから1馬身1/4差の2着となったが、ソードダンサーステークス(G1)では直線に入る前に先頭に立ち、そのまま突き放して勝利した。レース後、ジュドモントファームのレーシングマネージャーはフリントシャーが国外遠征を繰り返しながらも勝利してきたことを受けて「彼は驚くべき馬だ」と述べた。
次走は3年連続出走となる凱旋門賞(G1)であった。M.ギュイヨン騎手が騎乗し、前年の勝ち馬トレヴには先着するも、勝ち馬ゴールデンホーンに2馬身差届かず2着に敗れた。続く香港ヴァーズ(G1)は再びV.シュミノー騎手に乗り替わるも、ハイランドリールの2着に敗れた。

### 6歳時（2016年）
2016年になると、アメリカの芝コースへの適性の高さや、オーナーであるハーリド・ビン・アブドゥッラー王子がアメリカでの所有馬のラインナップの強化を望んでいることを受けて、フリントシャーはフランスのアンドレ・ファーブル厩舎からアメリカ合衆国のチャド・ブラウン厩舎に移籍となった。
移籍緒戦はハビエル・カステリャーノ騎手が騎乗してマンハッタンハンデキャップ(G1)を勝利した。続くボーリンググリーンハンデキャップ(G2)も勝利すると、連覇を狙ってソードダンサーステークス(G1)に出走。道中は最後方を追走、馬群が固まったところで徐々に内側からポジションを上げて直線で先頭に立つと、そのまま1着でゴールして連覇達成となった。騎乗したJ.カステリャーノ騎手は「彼は驚異的な馬だ。芝であのような凄い加速をする馬は見たことがない」と述べた。
次走はジョーハーシュ・ターフクラシックステークス(G1)に出走するも、逃げたエクト(Ectot)を交わせず、5馬身差の2着に敗れた。更に、ラストランとなったブリーダーズカップ・ターフ(G1)も逃げたハイランドリールを交わせず、1馬身3/4差2着に敗れた。
この年の活躍を受けて、エクリプス賞最優秀芝牡馬に選出されている。

### 引退後
フリントシャーは引退後、ヒルンデールファーム(Hill 'n' Dale Farms)で種牡馬入りした。また、種牡馬入りに際して、ヒルンデールファーム、S.F.ブラッドストック(S.F.Bloodstock)、チャイナホースクラブ(China Horse Club)、ジュドモントファーム(Juddmonte Farms)による共同所有が決まっている。2017年の種付け料は2万ドル。

## 競走成績
| 出走日     | 競馬場           | 競走名                            | 格   | 距離    | 着順 | 騎手             | 着差      | 1着（2着）馬       |
| ---------- | ---------------- | --------------------------------- | ---- | ------- | ---- | ---------------- | --------- | ------------------ |
| 2013.05.07 | シャンティイ     | 未勝利                            |      | 芝2000m | 1着  | M.ギュイヨン     | 2 1/2馬身 | (Temps Libre)      |
| 2013.06.01 | ロンシャン       | Prix de Lormoy                    | 条件 | 芝2100m | 2着  | M.ギュイヨン     | 1馬身     | Silver Trail       |
| 2013.06.16 | シャンティイ     | リス賞                            | G3   | 芝2400m | 1着  | M.ギュイヨン     | 3馬身     | (France Valour)    |
| 2013.07.13 | ロンシャン       | パリ大賞典                        | G1   | 芝2400m | 1着  | M.ギュイヨン     | 1 1/2馬身 | (Manndawi)         |
| 2013.09.15 | ロンシャン       | ニエル賞                          | G2   | 芝2400m | 4着  | M.ギュイヨン     | 1 3/4馬身 | Kizuna             |
| 2013.10.06 | ロンシャン       | 凱旋門賞                          | G1   | 芝2400m | 8着  | M.ギュイヨン     | 12馬身    | Treve              |
| 2014.06.07 | エプソム         | コロネーションC                   | G1   | 芝12f   | 2着  | M.ギュイヨン     | 2馬身     | Cirrus des Aigles  |
| 2014.06.29 | サンクルー       | サンクルー大賞                    | G1   | 芝2400m | 4着  | M.ギュイヨン     | 3 1/2     | Noble Mission      |
| 2014.09.14 | ロンシャン       | フォア賞                          | G2   | 芝2400m | 2着  | M.ギュイヨン     | 1 1/2馬身 | Ruler of the World |
| 2014.10.05 | ロンシャン       | 凱旋門賞                          | G1   | 芝2400m | 2着  | M.ギュイヨン     | 2馬身     | Treve              |
| 2014.11.01 | サンタアニタ     | BCターフ                          | G1   | 芝12f   | 2着  | M.ギュイヨン     | 1/2馬身   | Main Sequence      |
| 2014.12.14 | 沙田             | 香港ヴァーズ                      | G1   | 芝2400m | 1着  | M.ギュイヨン     | 1/2馬身   | (Willie Cazals)    |
| 2015.03.03 | シャンティイ     | ダルシャーン賞                    | 条件 | AW1900m | 2着  | M.ギュイヨン     | 短クビ    | Dolniya            |
| 2015.03.28 | メイダン         | ドバイシーマC                     | G1   | 芝2410m | 2着  | M.ギュイヨン     | 2 1/4馬身 | Dolniya            |
| 2015.06.06 | エプソム         | コロネーションC                   | G1   | 芝12f   | 3着  | M.ギュイヨン     | 1 3/4馬身 | Pether's Moon      |
| 2015.06.28 | サンクルー       | サンクルー大賞                    | G1   | 芝2400m | 2着  | V.シュミノー     | 1 1/4馬身 | Treve              |
| 2015.08.29 | サラトガ         | ソードダンサーS                   | G1   | 芝12f   | 1着  | V.シュミノー     | 2 1/2馬身 | (Red Rifle)        |
| 2015.10.04 | ロンシャン       | 凱旋門賞                          | G1   | 芝2400m | 2着  | M.ギュイヨン     | 2馬身     | Golden Horn        |
| 2015.12.13 | 沙田             | 香港ヴァーズ                      | G1   | 芝2400m | 2着  | V.シュミノー     | 1 1/2馬身 | Highland Reel      |
| 2016.06.11 | ベルモントパーク | マンハッタンH                     | G1   | 芝10f   | 1着  | J.カステリャーノ | 1 3/4馬身 | (Ironicus)         |
| 2016.07.30 | サラトガ         | ボーリンググリーンH               | G2   | 芝11f   | 1着  | J.カステリャーノ | 3/4馬身   | (Grand Tito)       |
| 2016.08.27 | サラトガ         | ソードダンサーS                   | G1   | 芝12f   | 1着  | J.カステリャーノ | 1 3/4馬身 | (Money Multiplier) |
| 2016.10.01 | ベルモントパーク | ジョーハーシュ・ターフクラシックS | G1   | 芝12f   | 2着  | J.カステリャーノ | 5馬身     | Ectot              |
| 2016.11.05 | サンタアニタ     | BCターフ                          | G1   | 芝12f   | 2着  | J.カステリャーノ | 1 3/4馬身 | Highland Reel      |

## 血統表
| フリントシャーの血統（ダンジグ系 / Northern Dancer 4x3=18.75%、*イルドブルボン 4x4=12.50% ） | フリントシャーの血統（ダンジグ系 / Northern Dancer 4x3=18.75%、*イルドブルボン 4x4=12.50% ） | フリントシャーの血統（ダンジグ系 / Northern Dancer 4x3=18.75%、*イルドブルボン 4x4=12.50% ） | （血統表の出典）    | （血統表の出典） |
| 父 Dansili 1996 黒鹿毛                                                                       | 父の父デインヒル 1986 鹿毛                                                                   | Danzig                                                                                       | Northern Dancer     | Northern Dancer  |
| 父 Dansili 1996 黒鹿毛                                                                       | 父の父デインヒル 1986 鹿毛                                                                   | Danzig                                                                                       | Pas de Nom          |                  |
| 父 Dansili 1996 黒鹿毛                                                                       | 父の父デインヒル 1986 鹿毛                                                                   | Razyana                                                                                      | His Majesty         | His Majesty      |
| 父 Dansili 1996 黒鹿毛                                                                       | 父の父デインヒル 1986 鹿毛                                                                   | Razyana                                                                                      | Spring Adieu        |                  |
| 父 Dansili 1996 黒鹿毛                                                                       | 父の母Hasili 1991 鹿毛                                                                       | Kahyasi                                                                                      | *イルドブルボン     | *イルドブルボン  |
| 父 Dansili 1996 黒鹿毛                                                                       | 父の母Hasili 1991 鹿毛                                                                       | Kahyasi                                                                                      | Kadissya            |                  |
| 父 Dansili 1996 黒鹿毛                                                                       | 父の母Hasili 1991 鹿毛                                                                       | kerali                                                                                       | High Line           | High Line        |
| 父 Dansili 1996 黒鹿毛                                                                       | 父の母Hasili 1991 鹿毛                                                                       | kerali                                                                                       | Sookera             |                  |
| 母 Dance Routine 1999 鹿毛                                                                   | 母の父Sadler's Wells 1981 鹿毛                                                               | Northern Dancer                                                                              | Nearctic            | Nearctic         |
| 母 Dance Routine 1999 鹿毛                                                                   | 母の父Sadler's Wells 1981 鹿毛                                                               | Northern Dancer                                                                              | Natalma             |                  |
| 母 Dance Routine 1999 鹿毛                                                                   | 母の父Sadler's Wells 1981 鹿毛                                                               | Fairy Bridge                                                                                 | Bold Reason         | Bold Reason      |
| 母 Dance Routine 1999 鹿毛                                                                   | 母の父Sadler's Wells 1981 鹿毛                                                               | Fairy Bridge                                                                                 | Special             |                  |
| 母 Dance Routine 1999 鹿毛                                                                   | 母の母Apogee 1990 鹿毛                                                                       | Shirley Heights                                                                              | Mill Reef           | Mill Reef        |
| 母 Dance Routine 1999 鹿毛                                                                   | 母の母Apogee 1990 鹿毛                                                                       | Shirley Heights                                                                              | Hardiemma           |                  |
| 母 Dance Routine 1999 鹿毛                                                                   | 母の母Apogee 1990 鹿毛                                                                       | Bourbon Girl                                                                                 | *イルドブルボン     | *イルドブルボン  |
| 母 Dance Routine 1999 鹿毛                                                                   | 母の母Apogee 1990 鹿毛                                                                       | Bourbon Girl                                                                                 | Fleet Girl F-No.4-m |                  |